# Unbreakable (film)
 For alternative betydninger, se Unbreakable. (Se også artikler, som begynder med Unbreakable)
Unbreakable er en amerikansk superhelte-thrillerfilm fra 2000 instrueret, produceret og skrevet af M. Night Shyamalan og har Bruce Willis og Samuel L. Jackson i hovedrollerne. Filmen handler om kontrasterne mellem superhelte og deres rivaler.

## Medvirkende
- Bruce Willis som David Dunn
- Samuel L. Jackson som Elijah Price
- Robin Wright Penn
- Spencer Treat Clark
- Charlayne Woodard
- Eamonn Walker
- M. Night Shyamalan

## Ekstern henvisning
- Unbreakable på Internet Movie Database (engelsk)
- Unbreakable på Filmdatabasen
- Unbreakable på Scope
- Unbreakable i Svensk Filmdatabas (svensk)
- Unbreakable på AlloCiné (fransk)
- Unbreakable på MovieMeter (nederlandsk)
- Unbreakable på AllMovie (engelsk)
- Unbreakable hos American Film Institute (engelsk)
- Unbreakables profil hos Encyclopædia Britannica Online (engelsk)
- Unbreakable på Turner Classic Movies (engelsk)